# 若泉征三
若泉 征三（わかいずみ せいぞう、1945年8月5日 - ）は、日本の政治家。
衆議院議員（2期）、財務大臣政務官兼復興大臣政務官、今立町長（4期）、今立町議会議員（1期）を務めた。

## 来歴
福井県今立郡今立町（現越前市横住町）出身。中央大学経済学部産業経済学科卒業。若泉敬は遠縁にあたる。
1979年、今立町議会議員選挙に出馬し、初当選。1983年、37歳で今立町長選挙に出馬し、当選した（当時全国最年少の町長）。町長を4期16年間務め、1999年の町長選挙に5選を目指して出馬したが、新人の辻岡俊三に敗れた。町長時代は「31世紀へ向けて町づくり」のキャッチコピーが注目され、このキャッチコピーは今立町出身のTHE LOOSE DOGSメンバー・古市宏樹が頻繁に話題にしている。
2003年、第43回衆議院議員総選挙に民主党公認（維新政党・新風福井県本部推薦。若泉は維新政党・新風の党友で、同党に祝電も送っている）で福井2区から出馬し、自由民主党の山本拓に小選挙区で敗北したが、重複立候補していた比例北陸信越ブロックで復活し、初当選した。2005年の第44回衆議院議員総選挙では再び福井2区で山本に敗れ、比例復活もならず落選。
2006年、翌2007年の第21回参議院議員通常選挙に福井県選挙区から出馬する意向を表明し、民主党公認で立候補したが、自民党の松村龍二にわずかに及ばず、落選。参院選後、次期総選挙で再度福井2区からの出馬を検討し民主党福井県連も若泉を福井2区で擁立する意向であったが、若泉は2007年12月、国民新党所属の糸川正晃（当時は比例北陸信越ブロック選出）の福井2区からの出馬を念頭に、民主・国民新両党間の選挙協力を優先させ、福井2区からの出馬を辞退する意向を表明。これにより糸川が福井2区、若泉が比例北陸信越ブロックで公認を受けた。2009年の第45回衆議院議員総選挙では比例北陸信越ブロック単独で出馬し、4年ぶりに国政に復帰した。なお、福井2区から出馬した糸川は山本拓に敗れ、比例復活で再選。
2012年6月に野田再改造内閣で財務大臣政務官（指示は、主計局、理財局、金融関係、また国会対策全般）に就任。
2012年12月の第46回衆議院議員総選挙では比例北陸信越ブロック単独で出馬するも落選。

## 著作
- 『三十一世紀へ動く力―能力二割、人間関係八割のまちづくり』ぎょうせい、1996年8月。ISBN 978-4324049693。